# Mantidactylus charlotteae
Mantidactylus charlotteae är en groddjursart som beskrevs av Miguel Vences och Frank Glaw 2004. Mantidactylus charlotteae ingår i släktet Mantidactylus och familjen Mantellidae. IUCN kategoriserar arten globalt som livskraftig. Inga underarter finns listade i Catalogue of Life.